# Johann Jacob von Zwierlein

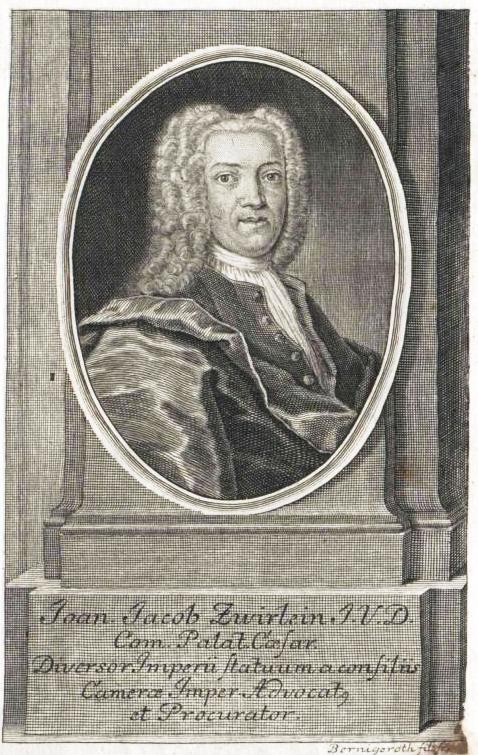
Johann Jakob Zwierlein

Johann Jacob Freiherr von Zwierlein (* 9. Februar 1699 in Worms; † 21. Juni 1772 in Wetzlar) war ein deutscher Jurist am Reichskammergericht zu Wetzlar.

## Familie
Johann Jacob von Zwierlein heiratete Dorothea Friederike, geborene von Wahl, genannt Hubin von Gülchen. Er ist Begründer des Adelsgeschlechts Zwierlein. Sein Sohn, Christian Jacob Freiherr von Zwierlein wurde, wie sein Vater promovierter Advokat und Prokurator am Reichskammergericht. Dessen Sohn Hans Carl von Zwierlein wurde als promovierter Jurist ebenfalls Prokurator und stieg zum Präsidenten der Herrenbank des nassauischen Stände auf. Salentin, Johanns anderer Sohn, war Jurist und Regierungspräsident im Fürstentum Solms-Braunfels.

## Leben
Nach dem Besuch des Gymnasiums in Wetzlar, besuchte Zwierlein zunächst ab 1717 die Universität Jena, wo er sich neben den Rechts- und Staatswissenschaften auch der Geschichtswissenschaft zuwandte. Anschließend ging er an die Universität Halle um unter anderem Vorlesungen bei Nikolaus Hieronymus Gundling und Justus Henning Böhmer zu hören. Für sein Lizenziat 1721 ging er zurück an die Universität in Jena, wo er kurz darauf zum Doktor beider Rechte promoviert wurde.
Zwierlein entschied sich für eine Stellung im Bereich des Reichskammergerichts in Wetzlar und wurde am 19. Februar 1723 zunächst als Advokat und dann weiter am 27. Juli 1730 als Prokurator des Reichskammergerichts vereidigt. Als angesehener Jurist wurde er am 12. August 1735 von Kurhannover zum Rat und zweiten Agenten ernannt und mit der Vollmacht zur Führung sämmtlicher Staatsprozesse ausgestattet. Am 5. April 1768 rückte er auf die Stelle des ersten Agenten. Für das Haus der Fürsten von Nassau-Dillenburg wurde er 1744 zum Prokurator ernannt, 1755 folgte die Ernennung zum Hofrat. Als erfolgreicher Jurist verfügte er über ein großes Vermögen, durch das er sich größere Ländereien erwarb.

## Ehrungen

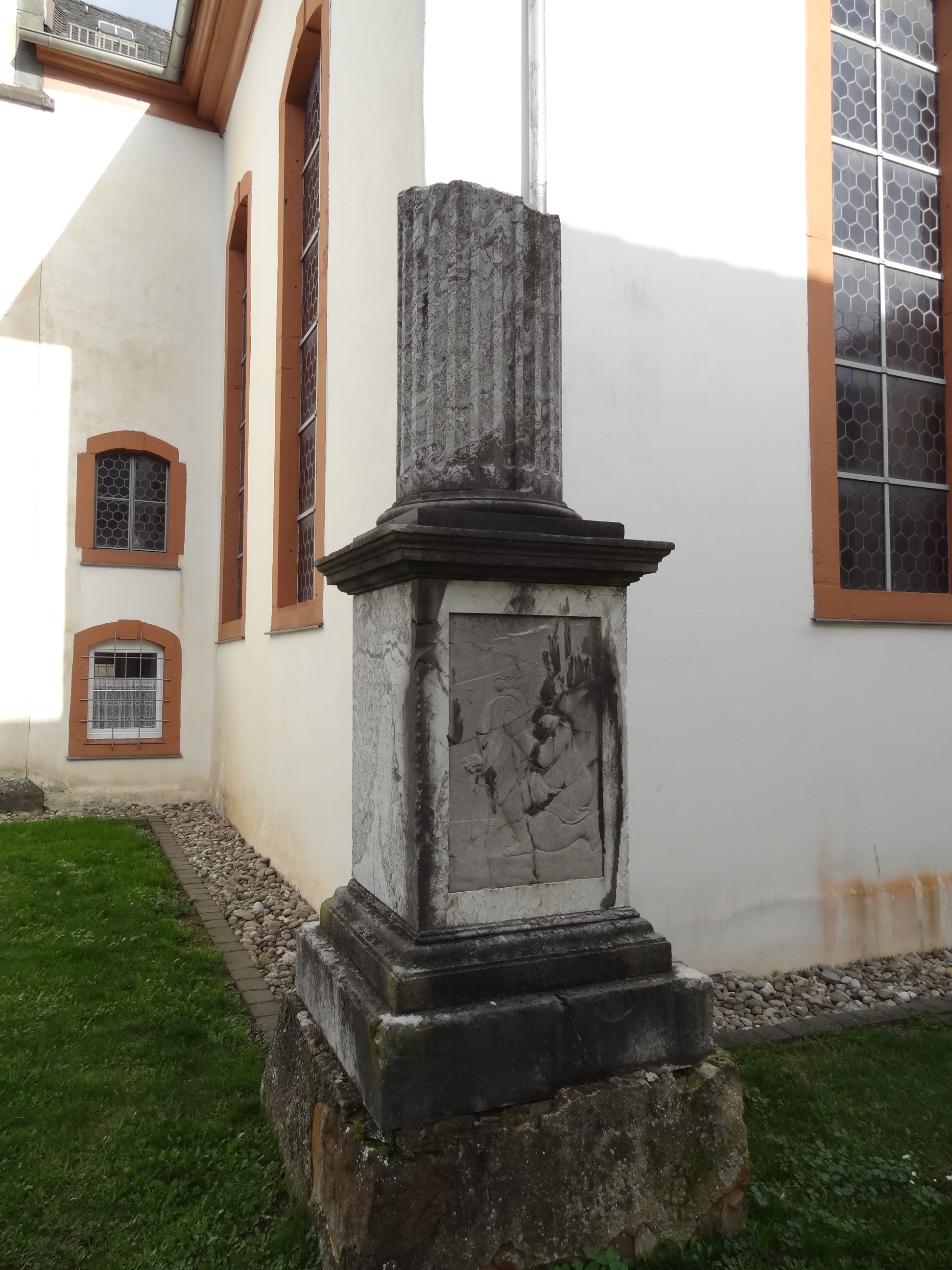
Grabstein des Johann Jacob von Zwierlein an der Kirche in Langsdorf bei Lich

Vom Fürstenhaus zu Schwarzburg-Sondershausen erhielt Zwierlein eine Erhebung zum kaiserlichen Pfalzgrafen, außerdem von den Fürsten von Anhalt-Bernburg die Ernennung zum Wirklichen Geheimen Rat. Durch den Kaiser wurde er am 24. Februar 1752 in den erblichen Adelsstand erhoben. Zudem wurde zu seinem Gedenken eine Silbermünze mit Bildnis und Wappen geprägt.

## Werke (Auswahl)
- De favore ultimarum voluntatum, Jena 1721 (Dissertation).
- De jure camerali commentatio systematica, Wetzlar 1741, (vermehrte und kommentierte 3. Auflage des Werkes von Georg Melchior von Ludolf).
- Concept der auf kaiserlichen und Reichsbefehl im Jahre 1613 verbesserten Kammergerichtsordnung, auf das Sorgfältigste übersehen und mit seinem als auch mit denen besonders beigedruckten Ludolff’schen Anmerkungen vermehrt, u. a. Frankfurt a. M. 1753.